# جونستون نوكس كوربيت
جونستون نوكس كوربيت (بالإنجليزية: Johnston Knox Corbett)‏ هو سياسي أمريكي، ولد في 20 يونيو 1861 في سمتر في الولايات المتحدة، وتوفي في 22 أبريل 1934 في توسان في الولايات المتحدة. حزبياً، نشط في الحزب الجمهوري.